# Буклон
Буклон (фр. Bouquelon) насеље је и општина у северној Француској у региону Горња Нормандија, у департману Ер која припада префектури Берне.
По подацима из 2011. године у општини је живело 411 становника, а густина насељености је износила 35,1 становника/km². Општина се простире на површини од 11,71 km². Налази се на средњој надморској висини од 90 метара (максималној 121 m, а минималној 1 m).

## Демографија
| 1962. | 1968. | 1975. | 1982. | 1990. | 1999. | 2011. |
| ----- | ----- | ----- | ----- | ----- | ----- | ----- |
| 244   | 258   | 235   | 225   | 284   | 295   | 411   |

График промене броја становника у току последњих година